# Luperina tiberina
Luperina tiberina is een vlinder uit de familie uilen (Noctuidae). De wetenschappelijke naam is voor het eerst geldig gepubliceerd in 1929 door Sohn-Rethel.
De soort komt voor in Europa.